# Peter Zoller
Peter Zoller (ur. 16 września 1952 w Innsbrucku) – austriacki fizyk teoretyczny. Profesor Uniwersytetu w Innsbrucku.
Dyrektor naukowy w Instytucie Optyki Kwantowej i Informacji Kwantowej Austriackiej Akademii Nauk. Specjalizuje się w optyce kwantowej i informacji kwantowej, znany jest ze swoich prac nad komputerami kwantowymi i zagadnieniami łączącymi optykę kwantową z fizyką ciał stałych. Jako teoretyk stworzył głównie prace dotyczące oddziaływania lasera i atomów.

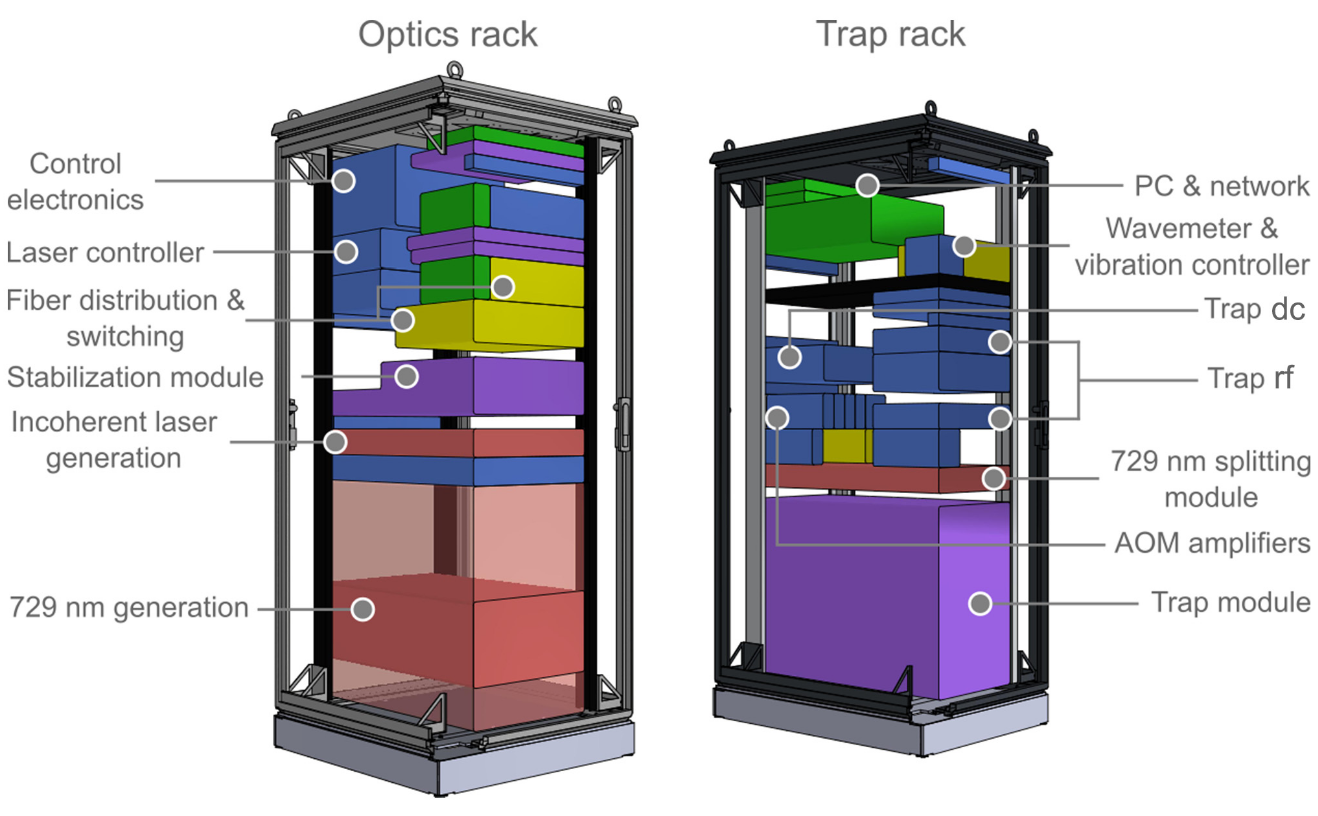
Uproszczony model komputera kwantowego z zimnymi jonami

Wspólnie z Ignacio Ciraciem stworzył pierwszy model komputera kwantowego z zimnymi jonami, który to jest jedną z najważniejszych koncepcji rozwoju komputerów kwantowych. Wspólnie z Ciraciem stworzył ideę bramki CNOT sterowanej metodą Zollera-Ciraca.
W 2006 roku nagrodzony Medalem Diraca ICTP, w 2013 roku Nagrodą Wolfa w dziedzinie fizyki. W 2022 roku pełnił funkcję przewodniczącego Kongresu Solvaya poświęconego fizyce.